# Верх-Великосельське
Верх-Великосе́льське (рос. Верх-Великосельское) — село у складі Яйського округу Кемеровської області, Росія.
Стара назва — Верхнє Великосельське.

## Населення
Населення — 80 осіб (2010; 106 у 2002).
Національний склад (станом на 2002 рік):
- росіяни — 98 %